# Festuca viviparoidea
Festuca viviparoidea — вид трав'янистих рослин родини тонконогові (Poaceae), поширений в основному в арктичних областях Північної Америки, Азії та Європи.

## Опис
Це багаторічні поодинокі трав'янисті рослини, які формують щільні купини, розгалуженістю всередині листових піхв (без будь-яких пагонів або столонів). Стебла 5–20(30) см, випростані, гладкі в нижній частині, часто з густими, короткими, жорсткими волосками під волоттю. Основа пагонів щільно оточена блискучими, блідо-солом'яного кольору, засохлими пазухами листків. Листя ниткоподібне. Прикореневі листки 2–8(10) см завдовжки й 0.4–0.8 мм завширшки. Найвищий стебловий („стяговий“) листок 1.5–3(4) см завдовжки. Лігули дуже короткі, менше 0.5 мм, усічені.
Одиниці суцвіття Poaceae — колоски, майже завжди численні в волотях або колосовидих суцвіттях. Колоски складаються з 2-х лусок (приквітки для колоска) і одної або кількох квіток. Квітки містять леми (нижні квіткові луски) і верхні квіткові луски.
Суцвіття — подовжені, досить щільні, односторонні волоті, 1.5–4 см завдовжки, що займає менше 1/3 довжини стебла. Гілки суцвіть короткі, 2–4 мм, в 4–6 вузлах, по одній на кожному вузлі. Гілки вкриті густими, короткими, жорсткими волосками, й кожна зазвичай містить 1 колосок. Колоски деформуються виробництвом цибулинки, ймовірно, з 2–4 квіток. Приквітки (луски й леми) з закругленими спинками й 1 дещо неясною жилкою. Колоскові луски ланцетні, 3–4 мм, трохи коротша, ніж верхня, гостра, але без ості, блискуча, гола в проксимальній частині, злегка шорстка в дистальній частині, є короткі жорсткі волоски у верхній частині й вершині. Леми (якщо не перетворені) 4–6 мм, ланцетні, гострі, але без ості, блискучі, від шорстких до рідко жорстко опушених у дистальній частині. Всі квіти в колосках замінені одною цибулинкою. 

## Відтворення
Безстатеве розмноження тільки цибулинками. Виробництво цибулинок рясне, й вони проростають майже до 100% у сприятливих умовах. Цибулинки дуже ефективні у відтворенні, вони містять значно більше (ніж насіння) поживних речовин для раннього розвитку, вже зелені з добре розвиненим апаратом хлорофілу і фотосинтезу, часто коріння з'являється, перш ніж цибулинки покинуть волоть.

## Поширення
Цей арктичний вид з одного боку поширений у Північній Атлантиці від пн. Гренландії на схід через Ян-Маєн, а. Шпіцберген, й Нову Землю до Таймиру, а також у північній частині Тихого океану (Чукотка, Аляска, і зх. Канада).
Населяє відкритий ґрунт або зазори в рослинності, на від грубих до помірно грубих, як правило, добре дренованих субстратах (камені, гравій та пісок). 